# Attila Kotányi
Dans le nom hongrois Kotányi Attila, le nom de famille précède le prénom, mais cet article utilise l’ordre habituel en français Attila Kotányi, où le prénom précède le nom.
Attila Kotányi, né le 18 septembre 1924 à Sopron en Hongrie et mort le 18 octobre 2003 à Düsseldorf en Allemagne, est un poète, philosophe, écrivain et architecte-urbaniste hongrois qui fut de 1960 à 1963 un membre important de l'Internationale situationniste fondée en 1958 par Guy Debord et Asger Jorn. 

## Biographie

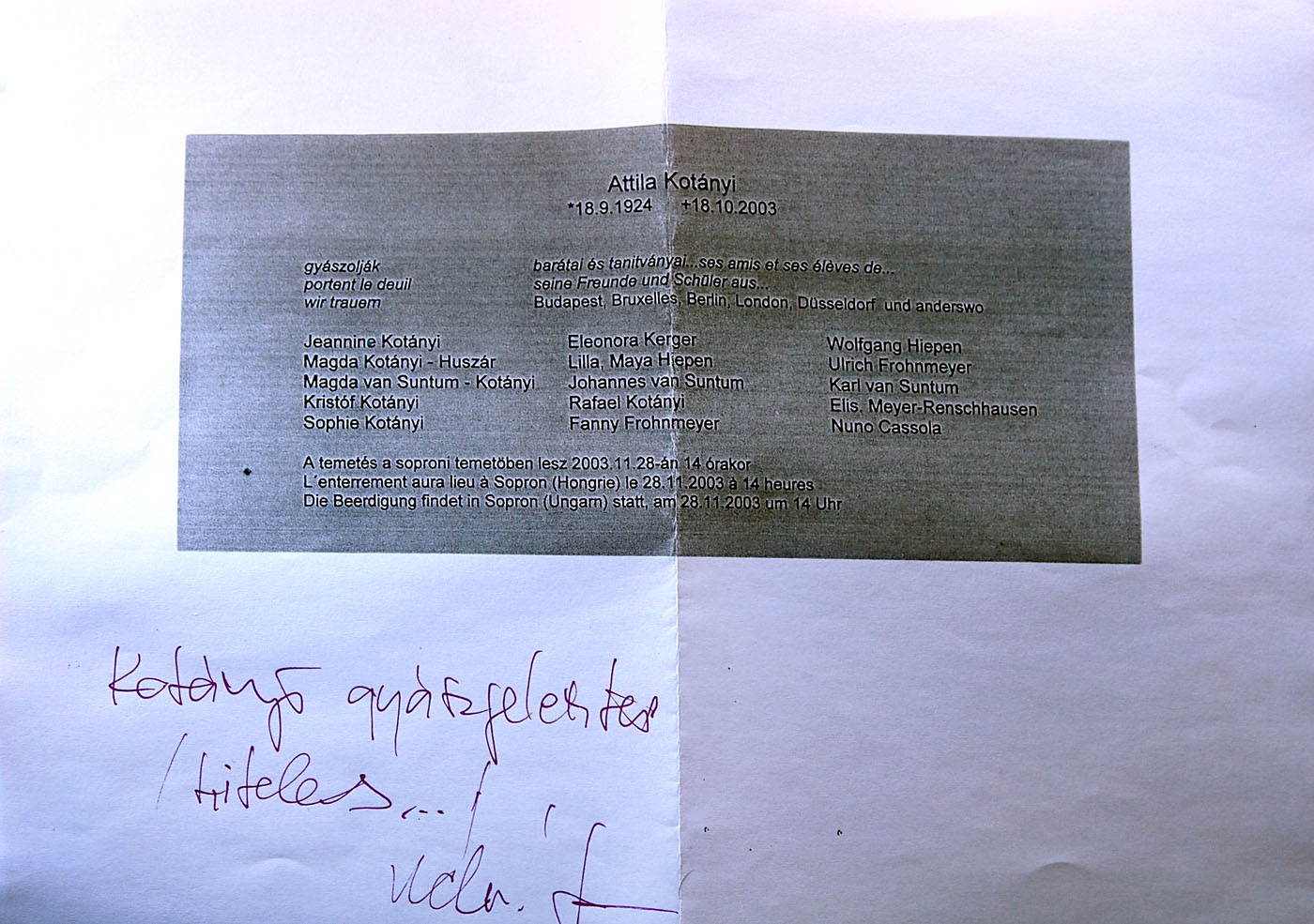

Dans sa jeunesse à Budapest, Attila Kotányi appartient à l'École Dialogique de Budapest, cercle intellectuel des philosophes Lajos Szabó (avec lequel il maintiendra des échanges philosophiques durant vingt ans) et Belà Hamvas. En 1956, après l'échec de l'insurrection populaire en hongroise à laquelle il a participé, il se réfugie avec sa famille, en passant par la Yougoslavie, à Bruxelles où il continue d'étudier pour devenir finalement urbaniste. 
En 1960, il entre en relation avec l'Internationale situationniste dont il devint bientôt membre. Il rédige, seul ou en collaboration avec notamment Raoul Vaneigem, son voisin bruxellois, des articles pour la revue éponyme du mouvement mais, en décembre 1963, il en est exclu pour« mysticisme chrétien », soutenant la thèse de l'impossibilité d'un art non corrompu[pas clair].
Il déménage ensuite à Düsseldorf et enseigne dans les années 1970-1980 pendant 12 ans l'art à l'Académie des Beaux-Arts de Düsseldorf. Outre la poésie et  les échanges philosophiques, il pratique la peinture et réalise de petits travaux d'architecture. Dans les années 1990, il retourne à Budapest où il poursuit la dernière activité de sa vie, rassemblant chaque samedi un cercle de jeunes intellectuels lors de réunions où s'élabore sa théorie du Shabbat, un appel à la suspension radicale d'activité. 
Il meurt en 2003 à Düsseldorf des complications d'une congestion cérébrale. 
Sa fille, Sophie Kotányi, est réalisatrice et en 1997 elle a décrit dans son film Amor fati les circonstances de leur fuite de Hongrie et leur vie d'exilés en Belgique.

## Œuvres
- Attila Kotányi, Guy Debord et Raoul Vaneigem, Sur la Commune [de Paris], 1962 (lire en ligne).
- Attila Kotányi, Programme élémentaire du bureau d'urbanisme unitaire, Internationale situationniste, n° 6, 1961, p. 16 (lire en ligne).
- Attila Kotányi, L'Architecture du silence, Exils, 2022.